# 赵恒多
赵恒多（1930年10月—2000年6月1日），男，河南确山人，中国影视演员，八一电影制片厂演员，为饰演蒋介石的特型演员。

## 生平
1930年10月出生，1949年1月加入中国人民解放军，1953年调入总政话剧团，20世纪70年代转业至一间工厂，后在该厂工会负责文体工作。
1979年调入八一电影制片厂，此后一直拒绝接受采访，也未曾接拍广告。
2000年2月4日被查出患有肺癌，同年6月1日突发心肌梗塞逝世，终年69岁。

## 演出作品(部分)

### 电影
- 1979年 《吉鴻昌》饰 蒋介石
- 1980年 《大渡河》饰 蒋介石
- 1981年 《楚天风云》饰 蒋介石
- 1983年 《四渡赤水》饰 蒋介石
- 1986年 《血战台儿庄》饰 蒋介石
- 1991年 《大決战》三部曲 饰 蒋介石
- 1996年 《大进军之解放大西北》饰 蒋介石
- 1997年 《大进军之南线大追歼》饰 蒋介石
- 1998年 《大进军席卷大西南》饰 蒋介石
- 1999年 《肝胆相照》饰 蒋介石

### 电视剧
- 1998年 《北平和談》饰 蒋介石
- 2003年 《解放成都》饰 蒋介石